# Campeonato Mundial de Halterofilismo de 2021 - Até 81 kg feminino
A categoria até 81 kg feminino foi um evento do Campeonato Mundial de Halterofilismo de 2021, disputado em Tasquente, no Uzbequistão, no dia 15 de dezembro de 2021. 

## Calendário
Horário local (UTC+5)
| Dia            | Horário | Fase    |
| -------------- | ------- | ------- |
| 15 de dezembro | 16:00   | Grupo A |

## Medalhistas
| Evento    | Ouro                   | Ouro   | Prata               | Prata  | Bronze                  | Bronze |
| --------- | ---------------------- | ------ | ------------------- | ------ | ----------------------- | ------ |
| Arranque  | Alina Marushchak (UKR) | 113 kg | Kim I-seul (KOR)    | 108 kg | Eileen Cikamatana (AUS) | 108 kg |
| Arremesso | Alina Marushchak (UKR) | 135 kg | Valeria Rivas (COL) | 134 kg | Dayana Chirinos (VEN)   | 134 kg |
| Total     | Alina Marushchak (UKR) | 248 kg | Valeria Rivas (COL) | 239 kg | Kim I-seul (KOR)        | 238 kg |

## Recordes
Antes desta competição, o recorde mundial da prova era o seguinte:
| Recorde         | Tipo      | Atleta         | Peso   | Local | Data                  |
| Recorde Mundial | Arranque  | Padrão mundial | 127 kg |       | 1 de novembro de 2018 |
| Recorde Mundial | Arremesso | Padrão mundial | 158 kg |       | 1 de novembro de 2018 |
| Recorde Mundial | Total     | Padrão mundial | 283 kg |       | 1 de novembro de 2018 |

## Resultado
Os resultados foram os seguintes. 
| Pos.              | Atleta                    | Grupo | Arranque (kg) | Arranque (kg) | Arranque (kg) | Arranque (kg)     | Arremesso (kg) | Arremesso (kg) | Arremesso (kg) | Arremesso (kg)    | Total |
| Pos.              | Atleta                    | Grupo | 1             | 2             | 3             | Resultado         | 1              | 2              | 3              | Resultado         | Total |
| ----------------- | ------------------------- | ----- | ------------- | ------------- | ------------- | ----------------- | -------------- | -------------- | -------------- | ----------------- | ----- |
| Medalha de ouro   | Alina Marushchak (UKR)    | A     | 108           | 111           | 113           | Medalha de ouro   | 131            | 135            | 139            | Medalha de ouro   | 248   |
| Medalha de prata  | Valeria Rivas (COL)       | A     | 105           | 109           | 109           | 4                 | 130            | 134            | 136            | Medalha de prata  | 239   |
| Medalha de bronze | Kim I-seul (KOR)          | A     | 105           | 108           | 112           | Medalha de prata  | 130            | 130            | 135            | 4                 | 238   |
| 4                 | Dayana Chirinos (VEN)     | A     | 102           | 106           | 106           | 6                 | 131            | 134            | 137            | Medalha de bronze | 236   |
| 5                 | Tatev Hakobyan (ARM)      | A     | 105           | 105           | 105           | 5                 | 125            | 134            | 135            | 5                 | 230   |
| 6                 | Elham Hosseini (IRI)      | A     | 91            | 96            | 98            | 8                 | 116            | 125            | 125            | 6                 | 223   |
| 7                 | Anna Van Bellinghen (BEL) | A     | 97            | 100           | 102           | 7                 | 116            | 120            | 123            | 7                 | 222   |
| 8                 | Aýsoltan Toýçyýewa (TKM)  | A     | 90            | 92            | 93            | 10                | 111            | 114            | 116            | 8                 | 209   |
| 9                 | Nikola Seničová (SVK)     | A     | 88            | 93            | 97            | 9                 | 108            | 113            | 117            | 9                 | 206   |
| —                 | Eileen Cikamatana (AUS)   | A     | 108           | 108           | 108           | Medalha de bronze | 141            | 141            | 141            | —                 | —     |